# WM P76
Der WM P76 war ein Sportwagen-Prototyp, der von 1976 bis 1978 von Welter Racing beim 24-Stunden-Rennen von Le Mans eingesetzt wurde.
Der WM P76 war nach dem WM P69 und dem 70 der dritte Prototyp, den Gérard Welter für sein Rennteam entwickelte. Mit dem P76 wollte das französische Rennteam auch sein großes Ziel, eine Teilnahme beim 24-Stunden-Rennen von Le Mans, erstmals verwirklichen. Welter, der als Fahrzeugdesigner bei Peugeot arbeitete, konnte bei seinem Entwurf auf die Windkanäle bei seinem Arbeitgeber zurückgreifen. Es entstand ein kompaktes GTP-Mittelmotor-Fahrzeug, das von einem 2,7-Liter-Peugeot-V6-Motor angetrieben wurde. Für Welter war das erste Jahr in Le Mans ein Lernjahr, daher kam an der Sarthe nur ein Prototyp zum Einsatz. Guy Chasseuil, Claude Ballot-Léna und Xavier Mathiot gingen vom 38. Startplatz aus ins Rennen und fielen nach 125 Runden mit einem irreparablen Leck im Benzintank aus.
Im selben Jahr scheiterten Xavier Mathiot und Didier Pironi beim Versuch, den Wagen für das 500-km-Rennen von Dijon zu qualifizieren. 1977 wurde parallel zum P76 bereits der P77 in Le Mans eingesetzt. Max Mamers und Jean-Daniel Raulet schafften mit dem 15. Rang die erste Zielankunft für einen Welter-Rennwagen in Le Mans.
1978 ging mit Marianne Hoepfner und Christine Dacremont ein Damenteam beim Langstreckenklassiker an den Start. Der letzte Einsatz eines P76 endete nach einem überhitzten Zylinder vorzeitig.